# Трипалладийлютеций
Трипалладийлютеций — бинарное неорганическое соединение
палладия и лютеция
с формулой LuPd3,
кристаллы.

## Получение
- Сплавление стехиометрических количеств чистых веществ:

{\displaystyle {\mathsf {3Pd+Lu\ {\xrightarrow {1790^{o}C}}\ LuPd_{3}}}}

## Физические свойства
Трипалладийлютеций образует кристаллы
кубической сингонии,
пространственная группа P m3m,
параметры ячейки a = 0,40356 нм, Z = 1,
структура типа тримедьзолота AuCu3
.
Соединение конгруэнтно плавится при температуре ≈1790°C.